# Riverton (Nova Jersey)
Riverton és una població dels Estats Units a l'estat de Nova Jersey. Segons el cens del 2007 tenia 2.652 habitants.

## Demografia
Segons el cens del 2000, Riverton tenia 2.759 habitants, 1.066 habitatges, i 746 famílies. La densitat de població era de 1.614 habitants/km².
Dels 1.066 habitatges en un 30,7% hi vivien nens de menys de 18 anys, en un 58,7% hi vivien parelles casades, en un 8,4% dones solteres, i en un 30% no eren unitats familiars. En el 25,3% dels habitatges hi vivien persones soles el 8,1% de les quals corresponia a persones de 65 anys o més que vivien soles. El nombre mitjà de persones vivint en cada habitatge era de 2,48 i el nombre mitjà de persones que vivien en cada família era de 3.
Per edats la població es repartia de la següent manera: un 21,8% tenia menys de 18 anys, un 4,3% entre 18 i 24, un 29,8% entre 25 i 44, un 24,8% de 45 a 60 i un 19,3% 65 anys o més.
L'edat mediana era de 42 anys. Per cada 100 dones de 18 o més anys hi havia 88,8 homes.
La renda mediana per habitatge era de 58.977 $ i la renda mediana per família de 68.125 $. Els homes tenien una renda mediana de 50.950 $ mentre que les dones 36.042 $. La renda per capita de la població era de 30.223 $. Aproximadament el 2% de les famílies i el 3,1% de la població estaven per davall del llindar de pobresa.

## Poblacions més properes
El següent diagrama mostra les poblacions més properes.